# Erchanger Ier de Souabe
Erchanger ou Erchangar (830; † 21 janvier 917) était le duc de Souabe de septembre 915 jusqu'à sa mort. Fils de Barthold Ier et comte palatin de Souabe, il est parfois aussi connu sous Erchanger II. Sa mère était Gisela, fille de Louis II de Germanie dont la famille appartient à la maison des Ahalolfinger.
Il était originellement un missi dominici en Souabe. En 911, il s'allia avec l'évêque Salomon III de Constance dont il partageait les objectifs politiques. Il prit part à la conspiration visant la chute de Bouchard Ier alors à la tête du duché de Souabe qui finit par être condamné puis exécuté en 911. Grâce à la destitution des Bouchardides, Erchanger et son jeune frère Barthold devinrent les plus puissants comtes au sein du duché.
En 913, Erchanger et le roi Conrad Ier étaient en désaccord, mais Erchanger négocie le mariage du souverain avec sa sœur Cunégonde dont l'époux Léopold de Bavière venait juste de mourir. Avec cette union diplomatique Erchanger devint le représentant du roi en Souabe. À la suite de cela, l'alliance avec l'évêque Salomon fut rompue et ce dernier s'opposa à son ascension. Voyant ses bénéfices diminués par l'évêque, Erchanger emprisonna Salomon en 914. Conrad s'opposa à cette décision et ordonna la libération de l'évêque et l'exil de Erchanger.
Erchanger revint en 915 pour se battre aux côtés de son neveu Arnulf Ier de Bavière et son vieil ennemi Bouchard II face aux Magyars. Erchanger et Bouchard se retournèrent par la suite contre Conrad. Ils tinrent le roi en échec à la bataille de Wahlwies dans le Hegau, Erchanger se proclama ensuite duc. Cependant à la haute cour de Hohenaltheim en septembre 916, Erchanger fut condamné à un monastère pour offenses contre le roi et l'évêque. Il fut exécuté sur instructions du roi le 21 janvier 917.